# Smail Morabit
Smail Morabit (Forbach, 5 luglio 1988) è un calciatore francese di origini marocchine, attaccante dell'Hombourg-Haut.

## Palmarès

### Club

#### Competizioni nazionali
- 3. Liga: 1

Heidenheim: 2013-2014